# Aisling Franciosi
Aisling Franciosi (Dublino, 6 giugno 1993) è un'attrice irlandese.

## Biografia
Nata a Dublino da padre italiano e da madre irlandese, ha due fratelli maggiori e una sorella minore. Bilingue (inglese e italiano), si dedica fin da giovanissima al teatro, frequentando al contempo il Trinity College, che però lascia dopo aver ottenuto nel 2013 il suo primo ruolo di rilievo nella miniserie televisiva Quirke, in cui figura come co-protagonista assieme a Gabriel Byrne. Sempre nel 2013 è entrata nel cast della serie televisiva The Fall - Caccia al serial killer, in cui interpreta Katie Benedetto, una giovane babysitter che sviluppa un'ossessione per il serial killer protagonista Paul Spector, interpretato da Jamie Dornan. Grazie a tale ruolo nel 2015 ha vinto il premio alla miglior attrice non protagonista in una serie drammatica agli Irish Film and Television Award, mentre un anno prima era stata la prima attrice irlandese a comparire nell'annuale lista Stars of Tomorrow di Screen International.
Nel 2014 ha esordito al cinema recitando nel film Jimmy's Hall - Una storia d'amore e libertà, ed è stata protagonista con Aidan Gillen del corto Ambition prodotto dall'Agenzia Spaziale Europea per promuovere la missione della sonda Rosetta. Nel 2015 è stata nel cast di Legends. Nel 2018 interpreta la protagonista Claire, una giovane donna in cerca di vendetta per l'assassinio della sua famiglia, nel film The Nightingale, diretto da Jennifer Kent e presentato in concorso alla 75ª Mostra internazionale d'arte cinematografica di Venezia.
È attiva anche come doppiatrice.

## Filmografia

### Cinema
- Jimmy's Hall - Una storia d'amore e libertà (Jimmy's Hall), regia di Ken Loach (2014)
- Ambition, regia di Tomasz Bagiński – cortometraggio (2014)
- The Sticks, regia di Jamie Delaney e Russell Davidson – cortometraggio (2016)
- The Nightingale, regia di Jennifer Kent (2018)
- Home, regia di Franka Potente (2020)
- The Unforgivable, regia di Nora Fingscheidt (2021)
- Creature di Dio (God's Creatures), regia di Saela Davis e Anna Rose Holmer (2022)
- Demeter - Il risveglio di Dracula (The Last Voyage of the Demeter), regia di André Øvredal (2023)
- Speak No Evil - Non parlare con gli sconosciuti (Speak No Evil), regia di James Watkins (2024)

### Televisione
- Trivia – serie TV, episodio 2x05 (2012)
- Quirke – miniserie TV, 3 puntate (2014)
- The Fall - Caccia al serial killer (The Fall) – serie TV, 16 episodi (2013-2016)
- Vera – serie TV, episodio 5x03 (2015)
- Legends – serie TV, 10 episodi (2015)
- Il Trono di Spade (Game of Thrones) – serie TV, episodi 6x10, 7x07 (2016-2017)
- Clique – serie TV, 6 episodi (2017)
- Genius – serie TV, 6 episodi (2018)
- Narciso nero (Black Narcissus), regia di Charlotte Bruus Christensen – miniserie TV (2020)
- Un volto, due destini - I Know This Much Is True (I Know This Much Is True) – miniserie TV, puntate 03-04 (2020)

## Teatro
A livello professionale ha esordito a teatro nel 2009, con un ruolo minore in A Christmas Carol di Charles Dickens, opera diretta da Alan Stanford al Gate Theatre di Dublino. Negli anni seguenti ha preso parte nello stesso teatro anche alle opere Jane Eyre di Charlotte Brontë, anch'essa diretta da Alan Stanford e Piccole donne di Louisa May Alcott, diretta da Michael Barker-Caven. Nel 2012 è stata Giulietta in Romeo e Giulietta di William Shakespeare, diretta da Pat Kiernan al Cork Opera House di Cork.
Come cantante lirica, ha preso parte anche a riproposizioni del Trovatore e della Bohème della compagnia Opus 1, della Tosca, curata dalla compagnia di Ellen Kent, e di Joseph and the Amazing Technicolor Dreamcoat, prodotta da Bill Kenwright al Gaiety Theatre.

## Doppiatrici italiane
Nelle edizioni italiane dei prodotti in cui ha recitato, Aisling Franciosi è stata doppiata da:
- Eva Padoan in Legends, Genius, Narciso nero, Speak No Evil - Non parlare con gli sconosciuti
- Giulia Franceschetti ne Il Trono di Spade, Clique
- Joy Saltarelli in The Fall - Caccia al serial killer, Creature di Dio
- Roisin Nicosia in Jimmy's Hall - Una storia d'amore e libertà
- Giulia Tarquini in Un volto, due destini - I Know This Much Is True
- Marta Giannini in The Unforgivable
- Marta Filippi in Demeter - Il risveglio di Dracula